# Claoxylon kinabaluense
Claoxylon kinabaluense är en törelväxtart som beskrevs av Airy Shaw. Claoxylon kinabaluense ingår i släktet Claoxylon och familjen törelväxter. Inga underarter finns listade i Catalogue of Life.